# Axiochos

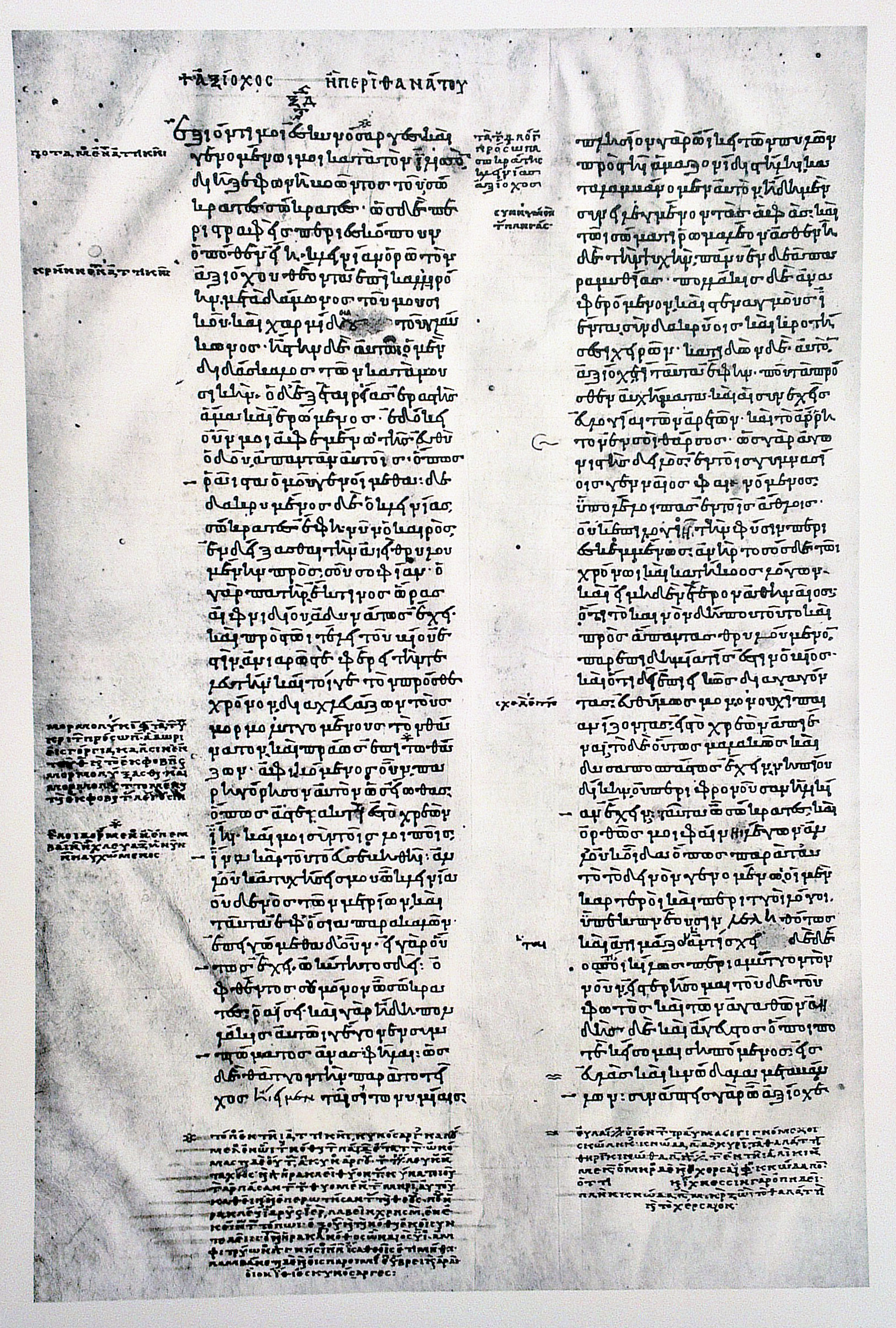
Der Anfang des Axiochos in der ältesten erhaltenen Handschrift: Paris, Bibliothèque Nationale, Gr. 1807 (9. Jahrhundert)

Der Axiochos (altgriechisch Ἀξίοχος Axíochos, latinisiert Axiochus) ist ein antiker literarischer Dialog in altgriechischer Sprache, der dem Philosophen Platon zugeschrieben wurde, aber sicher nicht von ihm stammt. Die Unechtheit wurde schon in der Antike erkannt.
Den Inhalt bildet ein fiktives Gespräch zwischen dem Philosophen Sokrates und dem sterbenskranken Politiker Axiochos. Erörtert werden die Furcht vor dem Tod und die Frage nach dem Fortleben der Seelen Verstorbener. Sokrates bemüht sich, dem Todkranken zur Überwindung der Todesfurcht zu verhelfen. Dabei setzt er Argumente unterschiedlicher Art ein, die teils auf einem materialistischen Weltbild basieren, teils auf der Annahme, dass es eine unsterbliche Seele gebe. Nur die letzteren Überlegungen erweisen sich als tröstlich.
Der unbekannte Verfasser lebte in der Epoche des Hellenismus. In der Frühen Neuzeit erfreute sich das Werk beträchtlicher Beliebtheit, da es einem verbreiteten Bedürfnis nach Trostliteratur entgegenkam. In der Moderne hingegen wird dem Autor angekreidet, dass er seinen Sokrates Argumente vorbringen lässt, die auf miteinander unvereinbaren Voraussetzungen beruhen.

## Inhalt
Der fiktive Dialog spielt sich in Athen im Zeitraum 406–403 v. Chr. ab. Anfangs tritt Sokrates als Erzähler auf, der von einer vergangenen Begebenheit berichtet, dann gibt er den Gesprächsverlauf nur noch in direkter Rede wieder.
Sokrates befindet sich auf dem Weg zum Kynosarges-Gymnasium. Beim Fluss Ilissos trifft er eine Gruppe von drei Bekannten: Kleinias, dessen Geliebten Charmides und den Musiklehrer Damon. Kleinias ist der Sohn des Axiochos, der ein Onkel des berühmten Staatsmanns Alkibiades ist. Er berichtet Sokrates, dass sein Vater dem Tode nahe ist, und bittet ihn, dem Verzagten Trost zu spenden. Die Gruppe eilt zum Haus des Axiochos. Sokrates findet den früher stolzen, mutigen Mann im Zustand der Verzweiflung vor. Nun beginnt der Dialog des Philosophen mit dem Todkranken, die anderen Anwesenden schweigen.
Sokrates leitet seine Ausführungen, die auf die Überwindung der Todesfurcht abzielen, mit zwei Argumenten unterschiedlicher Art ein. Das erste ist eine materialistische Überlegung. Ihr zufolge kann das Leid nur den betreffen, der da ist. So wie die Übel, die vor der Geburt eines Menschen vorhanden waren, ihm kein Leid verursacht haben, so betrifft ihn auch das, was ab dem Eintritt seines Todes geschieht, nicht mehr. Der Tod beendet alle Empfindungen und damit auch jedes Leid. Das zweite Argument ist die sokratisch-platonische Überzeugung, dass die Seele unsterblich sei und durch den Tod vom Körper befreit werde. Die beiden Gedankengänge basieren zwar auf gegensätzlichen Voraussetzungen, führen aber zum selben Ergebnis: Die Todesfurcht erweist sich als unangebracht, der Tod ist nicht beklagenswert.
Für einige anschließend vorgebrachte Erwägungen beruft sich Sokrates auf den Sophisten Prodikos von Keos, von dem er sie gehört habe. Prodikos habe eingehend dargelegt, dass das menschliche Leben von der Geburt bis zum Tod eine Kette von Mühsalen, Nöten und Leiden aller Art sei. Daher sei ein früher Tod ein Zeichen besonderer Gunst der Götter. Das Elend des Lebens betreffe einfache Menschen – Tagelöhner, Handwerker, Seeleute und Bauern – ebenso wie die Angehörigen der Oberschicht, die sich in der Politik und Kriegsführung betätigten. Sogar berühmte Staatsmänner müssten überaus schmerzliche Demütigungen und Niederlagen erleiden und seien von der Gunst des Pöbels abhängig. Besonders hart sei das Schicksal derer, die das Greisenalter erreichten und die damit verbundene Hinfälligkeit erlebten. Sie hätten den Verlust der Sehkraft, des Gehörs oder der geistigen Fähigkeiten hinzunehmen.
Axiochos bestätigt aus seiner Erfahrung die Unerfreulichkeit des Lebens als Politiker. Sokrates erinnert ihn daran, dass das Dasein der materiell versorgten, die Politik gestaltenden Oberschicht als die beste Lebensform des Menschen gilt. Wenn sogar diese so leidvoll sei, müssten alle übrigen noch schlimmer sein. Zusätzlich führt Sokrates erneut das materialistische Argument an: Prodikos habe gesagt, der Tod gehe weder die Lebenden noch die Toten etwas an, denn für die Lebenden sei er nicht da und die Toten seien nicht mehr da, sobald er eingetreten sei. Axiochos zeigt sich jedoch von diesen Darlegungen unbeeindruckt. Er meint, es seien leere Worte, die seinen Kummer über den Verlust der Güter des Lebens nicht lindern könnten.
Darauf geht Sokrates zu einem anderen Gedankengang über. Er begründet seine Überzeugung von der Unsterblichkeit der Seele mit dem Hinweis auf die gewaltigen Fähigkeiten des Menschen. Ein Wesen, das weit stärkeren Tieren überlegen sei und Meere überqueren, Städte erbauen, Staaten gründen und die Naturgesetze erforschen könne, müsse etwas Göttliches in sich tragen. Ein solches Wesen könne daher nicht sterblich sein. Vielmehr stehe denen, die ein gutes Leben geführt hätten, eine leidfreie Zukunft in einer paradiesischen Welt bevor. Sokrates illustriert seine Jenseitserwartung mit der Erzählung eines Mythos vom Totengericht. Damit gelingt es ihm, Axiochos aufzumuntern und in eine optimistische Stimmung zu versetzen.

## Verfasser und Entstehungszeit
Aus der Einbeziehung hellenistischen Gedankenguts und aus sprachlichen Besonderheiten ist klar ersichtlich, dass es sich nicht um ein Werk Platons handeln kann. Für die Abfassung kommt frühestens die Zeit um 300 v. Chr. in Betracht. Die meisten Altertumswissenschaftler setzen den Dialog ins 2. oder ins 1. Jahrhundert v. Chr. In der neueren Forschung besteht eine Neigung zur Spätdatierung.
Über die Person des Verfassers lässt sich nichts Näheres ermitteln. Offenbar war er ein Rhetoriker ohne tieferes Interesse an Philosophie. Die echten Dialoge Platons waren ihm bekannt, denn an deren Vorbild knüpfte er formal und inhaltlich an. Im Unterschied zu den echten Dialogen wird aber im Axiochos nicht gemeinsam nach Wahrheit gesucht, sondern nur Belehrung erteilt und Trost gespendet. Das Werk gehört zur Gattung der Trostschriften. Neben der platonischen Seelenlehre hat der Verfasser vor allem eine epikureische Argumentation für seinen Zweck verwertet, ohne an der Unvereinbarkeit der beiden Ansätze Anstoß zu nehmen. Das platonische Unsterblichkeitskonzept steht unvermittelt neben dem materialistischen Gedanken der Epikureer, dass mit dem Tod alles endet. Auch stoischer und kynischer Einfluss ist erkennbar. Manche Forscher vermuten, der Autor habe als Platoniker gegen den Epikureismus polemisieren wollen, denn er lässt seinen Axiochos die epikureische Argumentation als neumodisches Geschwätz verächtlich zurückweisen, die platonische Unsterblichkeitslehre hingegen am Schluss als echten Trost akzeptieren. Wenn dies zutrifft, ist es ein Indiz für Entstehung des Dialogs in der Frühzeit des Epikureismus um 300 v. Chr.
Mauro Tulli sieht in dem unbekannten Verfasser einen Angehörigen der Platonischen Akademie in hellenistischer Zeit. Dieser habe versucht, die Lehrinhalte des Platonismus dem geistigen Klima seiner Epoche anzupassen. Damals sei nicht mehr wie zu Sokrates’ und Platons Zeiten eine unablässige, ergebnisoffene denkerische Suche nach Wahrheit gefragt gewesen. Vielmehr habe man unter aussichtslos wirkenden Verhältnissen, die eine pessimistische Grundstimmung erzeugten, von der Philosophie nur noch Trost und Orientierung erwartet. Das Werk habe sich an Leser gerichtet, die im Leben keine Hoffnung mehr hatten und doch den Tod fürchteten.

## Rezeption

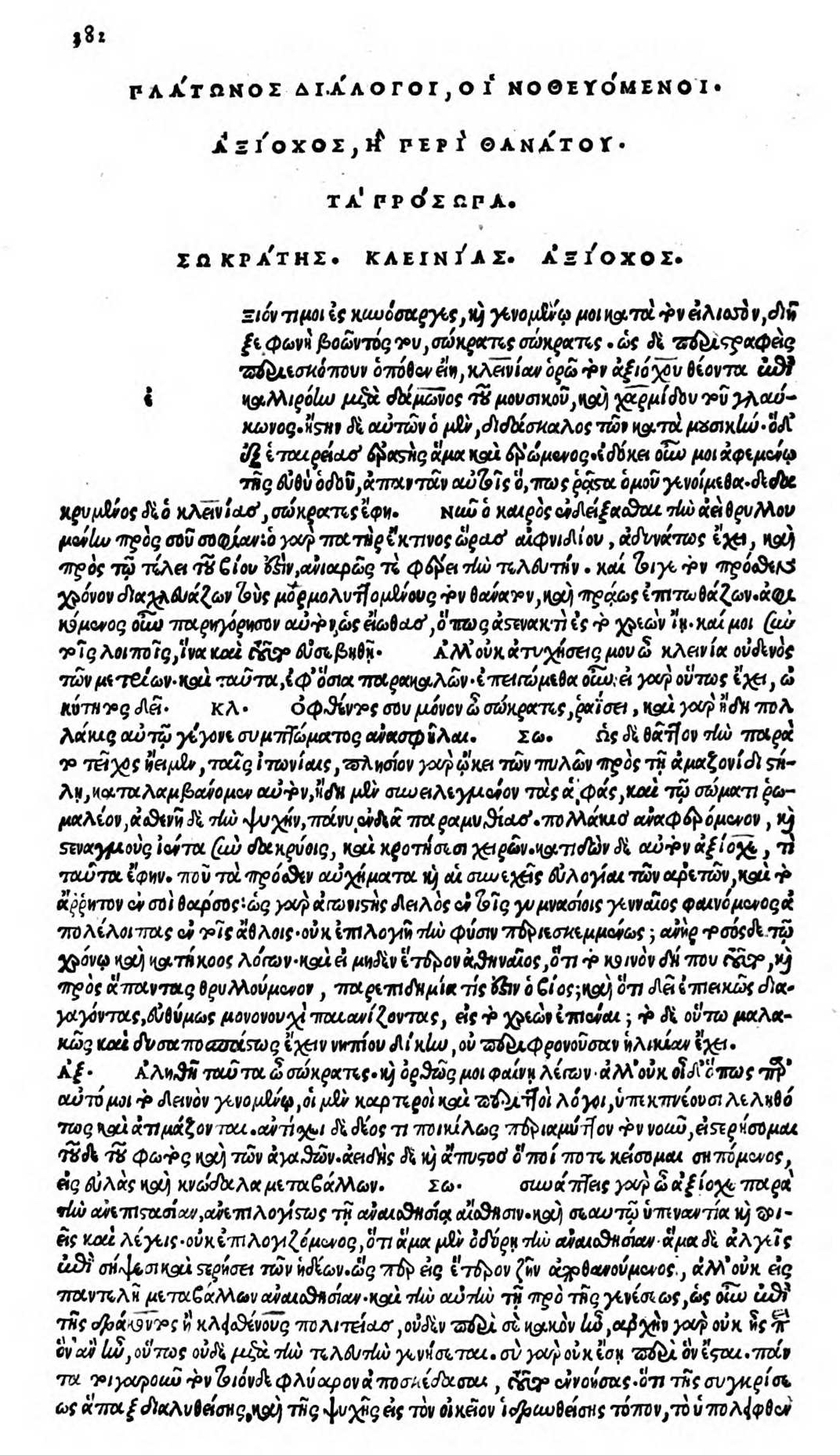
Der Anfang des Axiochos in der Erstausgabe, Venedig 1513

Da der Axiochos in der Antike als unecht galt, wurde er nicht in die Tetralogienordnung der Werke Platons aufgenommen. Der Philosophiegeschichtsschreiber Diogenes Laertios führte ihn unter den Schriften auf, die übereinstimmend als nicht von Platon stammend angesehen wurden. Dennoch fand der Dialog erhebliche Beachtung, wie eine Reihe von Zitaten zeigt. Zu den wenigen Gelehrten, die an Platons Verfasserschaft glaubten, gehörte Johannes Stobaios, der den Axiochos ausgiebig zitierte.
Es ist kein antiker Textzeuge erhalten geblieben. Im Mittelalter war das Werk der lateinischsprachigen Gelehrtenwelt des Westens nicht zugänglich. Im Byzantinischen Reich hingegen war es einer Reihe von Gelehrten bekannt. Die älteste erhaltene Handschrift stammt aus dem 9. Jahrhundert.
Nach seiner Wiederentdeckung im Zeitalter des Renaissance-Humanismus gehörte der Axiochos zu den geschätzten Schriften der Antike. In weiten Kreisen hielt man ihn sogar für ein echtes Werk Platons. Den frühneuzeitlichen Lesern kam es wie schon dem antiken Publikum auf die therapeutische, tröstende Wirkung angesichts des Todes an.
Die erste lateinische Übersetzung fertigte der Humanist Rinuccio da Castiglione im frühen 15. Jahrhundert an. Die zweite besorgte Cencio de’ Rustici, der an Platons Autorschaft glaubte und seine lateinische Fassung „Über die Todesverachtung“ (De morte contemnenda) betitelte. Er vollendete sie wohl 1436/1437 und widmete sie dem Kardinal Giordano Orsini († 1438). Sie ist in mindestens 38 Handschriften überliefert und wurde 1557 in Paris gedruckt. Es folgte eine lateinische Übersetzung von Antonio Cassarino († 1447). Der Humanist Pero Díaz de Toledo († 1466) übersetzte den lateinischen Text de’ Rusticis ins Spanische. Eine weitere Übersetzung des griechischen Originals ins Lateinische stammt von dem berühmten Humanisten Marsilio Ficino. Er schuf sie auf Wunsch seines Gönners, des Staatsmanns Cosimo de’ Medici, der von dem Dialog beeindruckt war. Ficino, der das Werk lateinisch De morte („Über den Tod“) betitelte, glaubte aber nicht an die Urheberschaft Platons, sondern hielt dessen Schüler Xenokrates für den Autor. Seine Übersetzung erschien 1497 in Venedig bei Aldo Manuzio. Schon um 1480 war eine andere lateinische Übersetzung, die der Humanist Rudolf Agricola angefertigt hatte, in Deventer gedruckt worden. Die Erstausgabe des griechischen Textes erschien im September 1513 in Venedig bei Aldo Manuzio im Rahmen der von Markos Musuros herausgegebenen Gesamtausgabe der Werke Platons. Auf dieser Ausgabe basiert die lateinische Übersetzung, die der Humanist Willibald Pirckheimer erstellte und 1523 in Nürnberg bei seinem Drucker Friedrich Peypus veröffentlichte. Im 16. Jahrhundert wurde der Axiochos auch in französischer und in italienischer Sprache herausgebracht. Die erste englische Fassung erschien 1592; ob sie von dem berühmten Dichter Edmund Spenser oder von Anthony Munday stammt, ist umstritten.
Der verbreiteten Wertschätzung des Dialogs widersprach Michel de Montaigne in seinen Essais; er vermisste in dem „Werk ohne Kraft“ Substanz.
In der modernen Forschung sind die Urteile über den Axiochos meist ungünstig und oft sogar vernichtend ausgefallen. Vor allem wird getadelt, dass der Autor platonische und epikureische Auffassungen vom Tode ungeachtet der Unvereinbarkeit ihrer Grundlagen vorbringt, als würden sie einander ergänzen. Ulrich von Wilamowitz-Moellendorff (1895) sah in dem Dialog – wie vor ihm schon Hermann Usener und Erwin Rohde – „ein inhaltlich und formell gleich verunglücktes Machwerk“, dessen Verfasser „weder schreiben noch denken“ könne. Ähnlich äußerte sich Alfred Edward Taylor.
Etwas günstiger beurteilen das Werk die Altertumswissenschaftler, die seine Zugehörigkeit zur Gattung der Trostliteratur betonen. Tim O’Keefe erklärt den Mangel an Stimmigkeit damit, dass es dem Sokrates des Axiochos-Verfassers nicht um den Wahrheitsgehalt der philosophischen Aussagen gehe, sondern nur um die angestrebte tröstliche Wirkung. Zur Erreichung dieses Ziels setze er das ganze ihm bekannte Reservoir von Argumenten ein. Ähnlich äußert sich Michael Erler, der hervorhebt, dass Axiochos wie ein verstörtes Kind behandelt wird.

## Ausgaben und Übersetzungen
- Jackson P. Hershbell (Hrsg.): Pseudo-Plato, Axiochus. Scholars Press, Chico 1981, ISBN 0-89130-354-5 (griechischer Text nach der Ausgabe von Souilhé ohne kritischen Apparat, englische Übersetzung, Einleitung und Kommentar).
- Irmgard Männlein-Robert u. a. (Hrsg.): Ps.-Platon: Über den Tod (= SAPERE. Band 20). Mohr Siebeck, Tübingen 2012, ISBN 978-3-16-151904-8 (unkritische Edition mit deutscher Übersetzung, Einleitung und interpretierenden Essays) (PDF im Open Access).
- Hieronymus Müller (Übersetzer): Axiochos. In: Erich Loewenthal (Hrsg.): Platon: Sämtliche Werke in drei Bänden, Bd. 3, unveränderter Nachdruck der 8., durchgesehenen Auflage, Wissenschaftliche Buchgesellschaft, Darmstadt 2004, ISBN 3-534-17918-8, S. 853–862 (nur Übersetzung).
- Joseph Souilhé (Hrsg.): Platon: Œuvres complètes, Bd. 13, Teil 3: Dialogues apocryphes. 2. Auflage, Les Belles Lettres, Paris 1962, S. 116–149 (kritische Ausgabe mit französischer Übersetzung).

lateinisch (Renaissance)
- Marsilio Ficino: Marsilii Ficini Opera. Band 2, Phénix Éditions, Paris 2000 (Nachdruck der Ausgabe Basel 1576), ISBN 2-7458-0386-7, S. 1965–1968.